# Сефевидская армия
Сефевидская армия — вооружённые силы Сефевидского государства.
Армия Сефевидов освещают военную историю династии с 1501 года по 1736 год.

## История

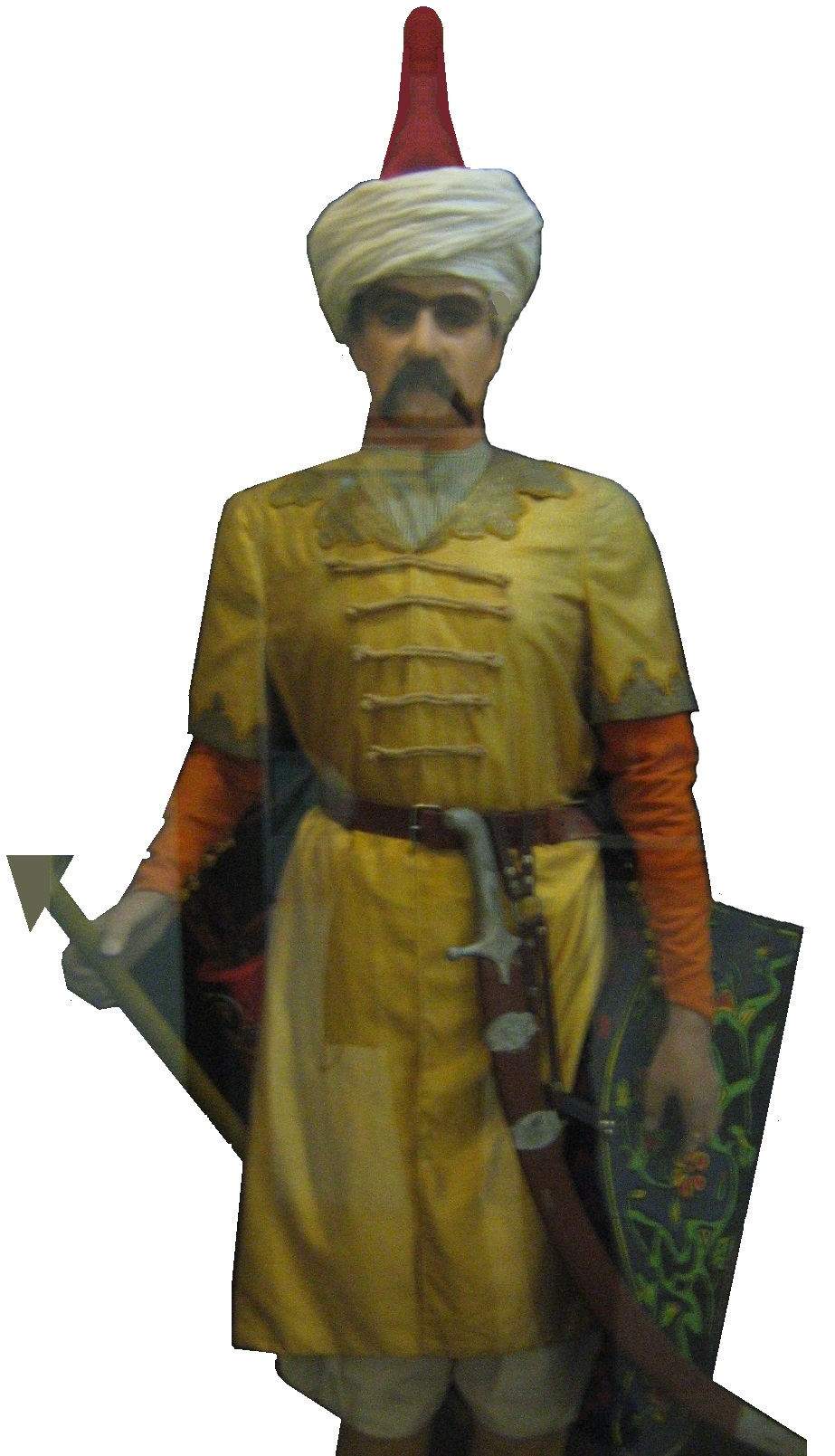
Манекен солдата Сефевида Гызылбаша, выставленный в Саадабаде, Иран

Армия Сефевидской империи была создана шах Исмаилом I. Его армия состояла из двух существенно отличавшихся друг от друга видов войск. Первый состоял из непосредственного окружения шаха (капыкулу), получавшего жалование непосредственно от него. Они назывались горчи. Вторая часть армии состояла из племенных окружений или воинов из оймаков кызылбашских ханов. Эти ханы управляли провинциями и собирали налоги, и составлявшие основную часть Сефевидской армии племенные контингенты находились под их непосредственным командованием. Каждый хан и султан имел под своим командованием воинов согласно своей территории. Из центральной казны им поставлялось только определённое количество ячменя для коней этих воинов и пшеницы для них самих, а также определённые суммы на их нужды. Но за исключением этого, ни шах не платил ничего этим вождям-губернаторам, ни они сами не платили ничего шаху. Всего у Исмаила I было 52 770 обычных воинов и 5100 горчи. Кызылбашские ханы также обладали определённой степенью автономии в политических, военных и фискальных вопросах, что вполне соответствовало племенной структуре организации. В османской летописи «Шахнаме-и Ал-и Осман» описывается состав армии шаха: из племени афшар 7400 человек (400 горчи), 6700 человек из туркман (400 горчи), эрешли и талыши 6500 человек (150 горчи) зульгадар 6300 человек (500 человек), устаджлы 6100 человек (400 горчи), шамлы 5100 человек (400 горчи), текели 5000 человек (150 горчи), каджар 3300 человек (300 горчи), баяты 1500 человек, 1300 человек с горчи чепни, Хаджилар 1200 горчи, арабгирли 1000 человек, карадаглы 1000 человек с горчи, из Экрад-и Сейид Мансур 845 человек (150 горчи), варсак 500 горчи, байбуртлу 375 человек (400 горчи), гариблер 350 человек.
Ещё одним основополагающим элементом армий Сефевидов, наряду с туркменами и иранцами, были этнические грузины. Многочисленные современные независимые венецианские источники сообщают, что ещё в 1499 году Исмаил имел в своем распоряжении христианскую конницу. По словам венецианского купца, некоего Морати Аугуриото, который вернулся в Венецию из Тебриза в 1503 году, большинство сефевидских войск в городе были грузинского происхождения. Когда Исмаил основал государство Сефевидов примерно в 1500 году, кызылбаши насчитывали около 7000 человек, тогда как количество грузин, составлявших часть более крупной (то есть всей) армии Сефевидов, составляло около 9000. После решающей битвы при Чалдиране (1514 г.) грузинская лёгкая кавалерия армии Сефевидов интенсивно преследовала отступающие османские войска вглубь территории Османской империи.

## Высшие военачальники
Из должностей, которые считались «стержнями государства» (rokn ol-dowleh, или arkan ol-dowleh), три были из военной администрации; коллар-агаси, курчи-баши и тофангчи-агаси.
По крайней мере, три руководящих поста имели зарезервированные места в небольшом внутреннем совете (или тайном), известном как джанги. Джанги был частью королевского совета и в основном отвечал за управление страной. Членство в джанки было ограничено высшими должностными лицами. Все три вышеупомянутых высокопоставленных военных чиновника, которые считались «стержнями государства», также были зарегистрированы как члены джанги к концу периода Сефевидов. Главнокомандующий (сепахсалар) также присоединился к внутреннему совету, когда обсуждались военные вопросы.

### Главнокомандующий
Должность главнокомандующего (сепахсалар (-е Иран), амир ол-омара) была одной из высших должностей. В ранние дни империи Сефевидов держатели этой должности обычно были кызылбашскими лордами туркменского происхождения. Однако с начала XVII века на почте в значительной степени стали преобладать не кызылбаши, а голамы грузинского происхождения. Ещё одна особенность, которая стала почти характерной для этой канцелярии, заключалась в том, что, начиная с семнадцатого века, она была совмещена с губернаторством Азербайджанской провинции.
До 1533 г. пост главнокомандующего совмещался с постом вице-регента (вакил). Чувствуя значительное влияние, которое было оказано этими людьми, которые, таким образом, занимали оба поста, в 1533 году Тахмасп решил уменьшить значение главнокомандующего и постановил, что никто не может быть повторно назначен на пост вакиля. К концу 1530-х годов главнокомандующий уже не был самым важным военачальником в империи среди владык кызылбашей, поскольку Тахмасп I создал функцию бегларбега (губернатора, генерал-губернатора), который также был главнокомандующим. - вождь в своей провинции. Эти важные губернаторы имели полную власть над провинциальными эмирами [8]. Другими словами, больше не было одного верховного амира ол-омара, а было больше десяти. Это значительно уменьшило власть кызылбашских владык и усилило центральную власть.

До начала семнадцатого века сепахсалар (-э Иран) / амир ол-омара был равен по рангу курчи-баши. С начала семнадцатого века он был подчинен по рангу коллар-агаси и курчи-баши. Тем не менее, из-за его важности и того факта, что владелец также часто был губернатором провинции, у него также были заместитель (на´эб) и визирь. Были даже главнокомандующие, которые одновременно занимали больше должностей. Например, Ростам-бек (позднее «хан») одновременно занимал должности сепахсалар / амир ол-омара, тофангчи-агаси и диванбеги (канцлер, главный судья).

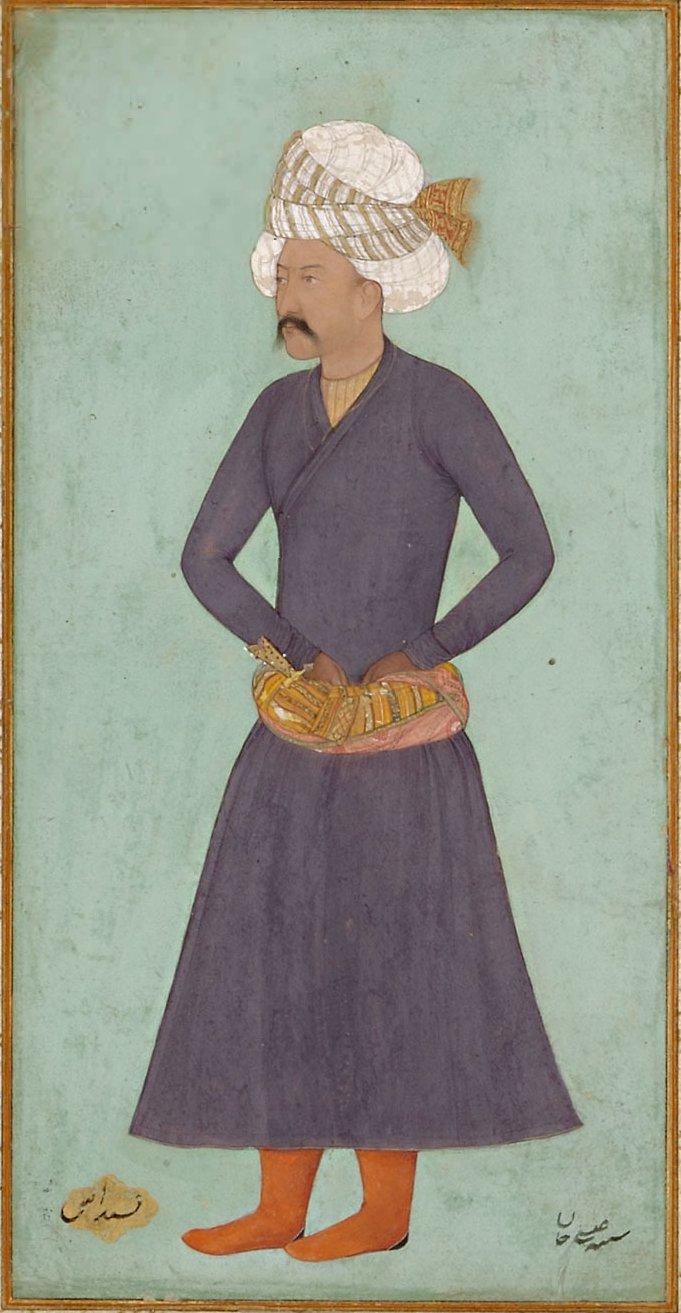
Картина Иса-хана Сефеви, известного сефевидского князя, служившего курчи-баши.

По словам Мирзы Наки Насири, высокопоставленного судебного чиновника, сепахсалар командовал армией во время войны. К концу эпохи Сефевидов исполнителем этой функции был один из эмиров совета и, вместе с коллар-агаси, два самых важных военных чиновника после курчи-баши. Когда Хосайнголи Хан (Вахтанг VI) был назначен сепахсаларом, ему также был передан маршальский жезл. По словам иранолога Виллема Флор, это был первый случай, когда в исторических записях упоминается, что сепахсалару давали такой предмет, отличный от фельдмаршала.

### Курчи-баши
Курчи-баши (также пишется как корчи-баши) был командиром королевских телохранителей (курчи) царя Сефевидов. Это было старейшее государственное звание Империи Сефевидов и «очень важное» должностное лицо центрального правительства. Его всегда выбирали из самого корпуса курчи. Тем не менее, это не создавало обязательной предпосылки для того, чтобы курчи находились под командованием командира курчи. Например, в шестнадцатом веке курчи часто командовали курчи других чиновников, кроме курчи, в том числе высокопоставленных голамов, таких как Мохлес Бег Горжи (грузин).
Курчи-баши действовали по отношению к курчи так же, как и местные владыки по отношению к кызылбаш тайефех или иль (то есть племенная единица, клан). Как сообщается, ни один из курчи-баши не имел звания «хан», хотя некоторые имели звание «бег». По словам Масаши Ханэда, это, очевидно, указывает на то, что, хотя это была функция первостепенной важности, она не считалась функцией «первого порядка». Ханэда утверждает, что это очевидно из персидских источников, которые «не обращают внимания на назначение курчи-баши» . Источники действительно обратили внимание на назначение амира ол-омара, вакиля или садра. Таким образом, Виллем Флор делает вывод, что курчи и курчи-баши «играли второстепенную роль» по сравнению с ведущими лордами кызылбашей.
В периоды слабой центральной власти этот пост немедленно занимали представители ведущих тюркских племен кызылбашей, то есть шамлу или теккелу. Курчи-баши, как и все другие важные должности, также имели своего заместителя.
Были также курчи-баши, которые размещались в некоторых провинциях и городах. Например, у вали (губернатора, наместника) Грузии для обслуживания был корпус курчи, в том числе курчи-баши, и легион специализированных курчи для его «снаряжения» (т. е. курчи-э зерех, курчи-э кафш, курчи -е таркеш и др.). Однако все эти «провинциальные курчи-баши» подчинялись верховному курчи-баши.

### Голлар-агасы
Голлар-агасы (также пишется как гуллар-акаси) был командиром элитного корпуса империи голам (военных рабов). Вскоре после своего создания он уже стал одним из самых важных должностных лиц в империи. Этот факт отражается в выборе многочисленных голлар-агасисов. Например, вторым голлар-агасы был самый известный генерал Аббаса I (годы правления 1588–1629), прославленный Аллахверди-хан.Первым голлар-агасы во время правления Сафи был Хосров Мирза из династии Багратиони, который позже был вали (наместником) Картли и получил имя Ростам-хан. Его преемником стал грузин из Имерети Сиявош-бек. Хотя некоторые из более поздних голлар-агасы были неголамского происхождения, в этой должности преобладали голамы, многие из которых были грузинского происхождения.
К концу эпохи Сефевидов голлар-агасы и сепахсалар / амир ол-омара были самыми важными военными чиновниками в империи после курчи-баши. Голлар-агасы был одним из шести «стержней государства» (rokn ol-dowleh) и амиром совета. Он имел высшее командование мин-баши, юз-баши,гурсами, вооружёнными мушкетами, и, естественно, всеми голамами. Он также выносил приговор по делам, в которые были замешаны его подчиненные . Однако дела, связанные с религиозным правом, передавались шариатским судьям, тогда как дела, касающиеся налоговых вопросов, передавались великому визирю.
Молодые голамы попали под командование голлар-агасы, когда у них начала расти борода, и впоследствии они были организованы в отряды по 10 и 100 человек. «Рядовые» подпадали под юрисдикцию юз-баши, которым помогали дах-баши или он-баши.

### Топчи-баши

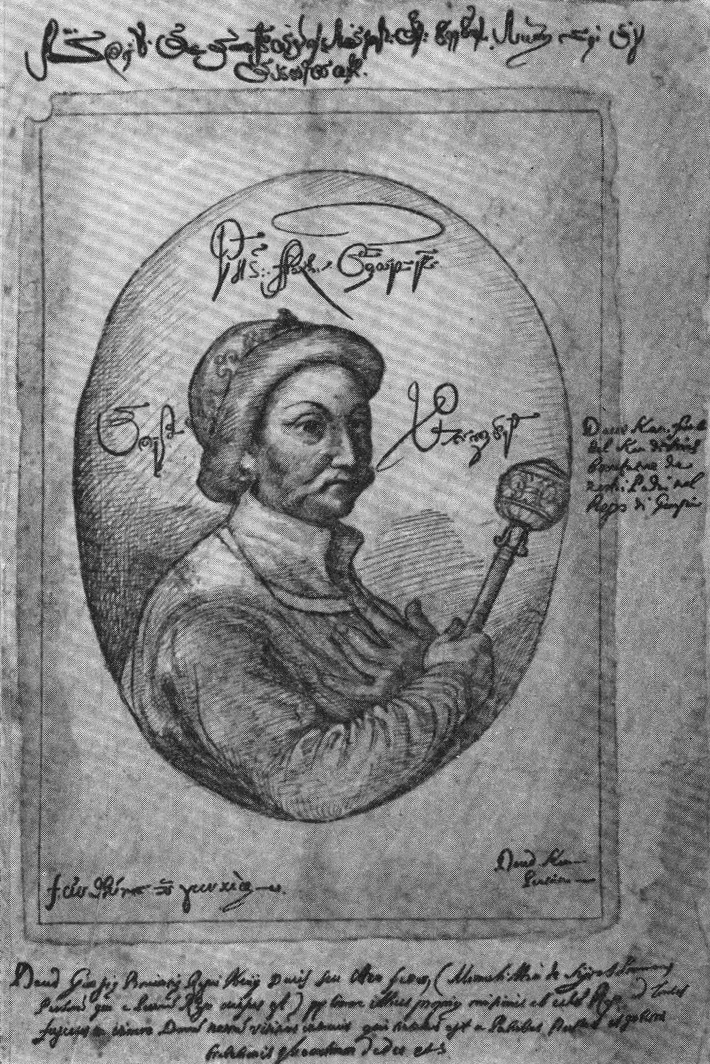
Дауд-хан Ундиладзе, голам и правитель Карабах-Гянджи с 1627 по 1633 год.

Топчи-баши был командиром артиллерийского корпуса империи. Организованный так же, как и другие армейские части, ему помогал административный персонал, а также офицеры более низкого ранга. Топчи-баши отвечал за артиллерийскую батарею (туп-хане), а также за необходимые материалы для артиллерийских орудий. Он имел высшее руководство всеми мин-баши, юз-баши, топчи и джарчи артиллерийского управления. Топчи-баши также назначил всех этих вышеупомянутых офицеров более низкого ранга, и он также должен был утверждать их зарплату. Сообщается, что в 1660 году его зарплата составляла 2000 томанов в год, и формально он был равен командиру мушкетерского корпуса (тофангчи-агасы). Что касается администрации, то мостуфи корпуса голам также заботились о топ-хане топчи-баши.
Когда в 1655 г. умер хан топчи-баши Хосейнголи, шах Аббас II (годы правления 1642–1666) не назначил нового Джаббехдар-баши («глава шахского арсенала») временно исполнял свою роль до 1660–1661 годов. Флор упоминает, что эта должность могла впоследствии стать вакантной на несколько лет.
Термин топчи-баши также использовался для обозначения командиров местных артиллерийских батарей в различных городах и провинциях империи. Подходящим примером этого может быть 1701 год, когда один из артиллеристов (топчи) в Тифлисе был назначен вакилом («регент») топчи-баши тифлисской крепости.
Должность топчи-баши была явно ниже, чем сепахсалар, голлар-агасы и курчи-баши, и поэтому его зарплата также была ниже. Согласно Энгельберту Кемпферу, топчи-баши также служили адмиралом, хотя до 1734 г. практически не существовало эффективного флота Сефевидов.

### Тофангчи-агасы
Тофангчи-агасы (также называемый туфангчи-акаси и иначе известный как тофангчи-баши) был командиром мушкетерского корпуса империи Сефевидов. Тофангчи-агасы помогали многочисленные офицеры, то есть минбаши, юзбаши, дахбаши, а также административный персонал (то есть визирь, мостуфи), которые занимались составлением списков. Помимо тофангчи, он также руководил джарчибаши, риками (посохами, вооружёнными топорами) и гербами мушкетерского корпуса. Он был одним из шести рокн ол-даулех («стержень государства»).
Хотя тофангчи-агаси на бумаге считался высокопоставленным постом, де-факто он был одним из самых низких в «военном тотемном столбе», другими словами, в военной иерархии. Например, тофангчи-агасы, несмотря на то, что он был рокн ол-доулех, не был членом внутреннего королевского совета. Тем не менее, этот пост обычно занимали представители из благородных семей.

## Подразделения

### Кызылбаши
Кызылбаши были шиитской группировкой боевиков, которая в основном состояла из туркменских племен, но также и из иранских племен, таких как талыши и некоторые курдские племена. Крупнейшими племенами кызылбашей были устаджлу, румлу, шамлу, зул-кадр, теккелу, афшар и каджар (все они были туркменами).Кызылбаши были главным фактором основания династии Сефевидов и завоевания Ирана. В отличие от корпуса голамов, кызылбаши не полагались на плату из королевской казны, а вместо этого получали землю. Взамен они снабжали Сефевидского шаха войсками и провизией.
Во время правления Исмаила кызылбаши почти видели в нём божественную личность и считали его представителем скрытого имама Мухаммада аль-Махди. Группа, набранная из кызылбашей, известная как «ахл-и ихтисас», была небольшой группой офицеров, которые поддерживали порядок Сафавийя во время убежища Исмаила в Гиляне. В число этих офицеров входили лала («воспитатель», «опекун») и многие другие. Позже Исмаил принял политику, пытаясь избежать назначения Кызылбаша на могущественный вакил (наместник), и вместо этого назначил своих иранских родственников на высокие посты, первым из которых был Мир Наджм Заргар Гилаки. Это произошло из-за того, что Исмаил потерял доверие к кызылбашам, которые обладали слишком большой властью и больше не заслуживали доверия.
Пятый Сефевидский шах Аббас I (годы правления 1588–1629) сделал корпус голамов намного сильнее, чтобы уравновесить мощь и влияние кызылбашей. Кроме того, он назначил офицеров, не являющихся кызылбашами, губернаторами провинций, которыми управляли кызылбаши.

### Курси
Королевский телохранитель шаха был известен как курчи (слово, производное от монгольского, что означает «лучник»). Курчи теоретически зачислялись из племен кызылбашей и получали деньги, взятые из царской казны. Хотя набирался в основном из кызылбашей, это был отдельный и отличный корпус от кызылбашских армейских частей. В ранний период Сефевидов курчи были из одного племени, но позже это изменилось. Глава курчи был известен как курчи-баши. Их было 3000 при Исмаиле I и 5000 при Тахмаспе I (годы правления 1524–1576).
При Аббасе I курчи стали намного более важными и насчитывали 10-15 тысяч человек. Аббас I дал нескольким курчи наместничество в крупных провинциях, что уменьшило власть кызылбашских командиров, которые использовались для управления большими провинциями. Во время позднего правления Аббаса курчи-баши был самым могущественным учреждением империи.
Местные правители также имели в своем распоряжении курчи, но их было немного. Вали (губернатор, наместник) Грузии имел для обслуживания корпус курчи, в том числе курчи-баши, и легион специализированных курчи для его «снаряжения» (т. е. курчи-э зерех, курчи-э кафш, курчи-э таркеш и др.).

### Голамы
Отряд голамов (что означает «военный раб») был отрядом, который состоял из бывших христиан с Кавказа, в основном грузин, черкесов и армян.
По словам Бабаева, отряд голам был создан Аббасом I после убийства могущественного деятеля Кызылбаша Муршид-Кули-хана в 1588/9 году. Это подтверждается назначением некоего Юлколи главой голамов (голлар-агасы) в 1589/90 году. Тем не менее, офис голлар-агасы также упоминается в 1583/4 году, во время правления отца и предшественника Аббаса Мохаммада Ходабанды (годы правления 1578–1587). Поскольку маловероятно, что отряд голам был создан во время его беспокойного правления, скорее всего, он был создан при Тахмаспе I, который, как известно, несколько раз вторгался на Кавказ. В своей реализации и формировании она была в значительной степени похожа на янычарскую систему соседней Османской империи.
В отличие от османских рабов, сефевидским рабам разрешалось наследовать «задания своего отца», что объясняет «сефевидскую особенность фракций, сосредоточенных на рабских семьях» .Как упоминается в Encyclopaedia Iranica, начиная с 1600 года, сефевидский государственный деятель Аллахверди Хан совместно с сэром Робертом Шерли предпринял реорганизацию армии, которая, среди прочего, означала резкое увеличение числа голамов с 4000 до 25000.
Только после реформ шаха Аббаса I ок. В 1600 г. армия Сефевидов перешла от племенных конных лучников с небольшим количеством огнестрельного оружия к преимущественно пешей армии мушкетеров, став соперником османов.
Именно во время визита Сару Таки (1633–1645) при Аббасе I голамы достигли зенита своего могущества, заняв все важные посты в государстве Сефевидов.

### Топчи
Отряд Топчи (персидское слово, означающее «артиллеристы») был создан при Исмаиле I, а позже реформирован Аббасом I. Командиром артиллерийского корпуса был топчи-баши. Хотя тупчи оказался очень полезным для Сефевидов, о нём мало что известно, и они в основном упоминаются в европейских источниках.

### Тофангчи
Отряд Тофангчи (персидское слово, означающее «мушкетёры») был создан при Исмаиле I, а позже реформирован Аббасом I. Командиром мушкетёрского корпуса был тофангчи-агасы. Тофангчи набирались из разных регионов и координировались под названием места, откуда они прибыли. Например, если один отряд тофангчи был из Исфахана, он стал известен как «тофангчиан-э Исфахан». Глава каждой группы тофангчи был известен как минбаши («начальник тысячи»). Отряд насчитывал 12 000 человек, и в основном в него входили персидские крестьяне, арабы и туркмены.

## Почётные титулы
В армии Сефевидов было три почётных титула, высший из которых — «хан», второй — «султан», а третий — «бек». Хотя не многие имели титул «хан» в ранний период Сефевидов, позже он увеличился.